# Deutsche Leichtathletik-Meisterschaften 1958/Resultate
Der Hauptteil der Wettbewerbe bei den Deutschen Leichtathletik-Meisterschaften wurde vom 18. bis 20. Juli 1958 in Hannover ausgetragen.
In der hier vorliegenden Auflistung werden die in den verschiedenen Wettbewerben jeweils ersten sechs platzierten Leichtathletinnen und Leichtathleten aufgeführt. Eine Übersicht mit den Medaillengewinnerinnen und -gewinnern sowie einigen Anmerkungen zu den Meisterschaften findet sich unter dem Link Deutsche Leichtathletik-Meisterschaften 1958.
Wie immer gab es zahlreiche Disziplinen, die zu anderen Terminen an anderen Orten stattfanden – in den folgenden Übersichten jeweils konkret benannt.
Hier die ausführlichen Ergebnislisten der Meisterschaften:

## Meisterschaftsresultate Männer

### 100 m
| Platz | Athlet, Verein                          | Zeit (s) |
| ----- | --------------------------------------- | -------- |
| 1     | Manfred Germar (ASV Köln)               | 10,2 ERe |
| 2     | Armin Hary (TSV Bayer 04 Leverkusen)    | 10,2 ERe |
| 3     | Heinz Fütterer (Karlsruher SC)          | 10,40000 |
| 4     | Walter Mahlendorf (Hannover 96)         | 10,50000 |
| 5     | Horst Poehler (TSV Bayer 04 Leverkusen) | 10,50000 |
| 6     | Martin Scharl (TS Jahn München)         | 10,60000 |

Datum: 20. Juli
Der seit 1954 bestehende Europarekord von 10,2 s (damals Weltrekord durch Heinz Fütterer) wurde viermal egalisiert:
- Heinz Fütterer, erstes Halbfinale
- Armin Hary, erstes Halbfinale
- Manfred Germar, Finale
- Armin Hary, Finale

### 200 m
| Platz | Athlet, Verein                               | Zeit (s) |
| ----- | -------------------------------------------- | -------- |
| 1     | Manfred Germar (ASV Köln)                    | 20,9     |
| 2     | Edmund Burg (Karlsruher SC)                  | 21,3     |
| 3     | Karl-Heinz Naujoks (TSV Bayer 04 Leverkusen) | 21,3     |
| 4     | Fredy Kalina (VfL Stade)                     | 21,5     |
| 5     | Klaus Förster (ASV Köln)                     | 21,7     |
| 6     | Manfred Possinger (TS Jahn München)          | 21,8     |

Datum: 19. Juli

### 400 m
| Platz | Athlet, Verein                       | Zeit (s) |
| ----- | ------------------------------------ | -------- |
| 1     | Carl Kaufmann (Karlsruher SC)        | 46,9     |
| 2     | Karl-Friedrich Haas (1. FC Nürnberg) | 47,3     |
| 3     | Johannes Kaiser (VfL Wolfsburg)      | 47,8     |
| 4     | Manfred Poerschke (OSV Hörde)        | 48,0     |
| 5     | Jens Müller (SCC Berlin)             | 48,6     |
| 6     | Heinz Dymke (Post-SV Hannover)       | 48,8     |

Datum: 20. Juli

### 800 m
| Platz | Athlet, Verein                              | Zeit (min) |
| ----- | ------------------------------------------- | ---------- |
| 1     | Paul Schmidt (OSV Hörde)                    | 1:49,4     |
| 2     | Horst Liell (Post-SV Trier)                 | 1:49,6     |
| 3     | Herbert Missalla (TSV Bayer 04 Leverkusen)  | 1:49,9     |
| 4     | Dieter Heydecke (VfL Wolfsburg)             | 1:50,4     |
| 5     | Hans-Joachim Kowalewski (Polizei SV Berlin) | 1:50,7     |
| 6     | Peter Adam (Berliner SC)                    | 1:50,8     |

Datum: 20. Juli

### 1500 m
| Platz | Athlet, Verein                        | Zeit (min) |
| ----- | ------------------------------------- | ---------- |
| 1     | Edmund Brenner (SKV Eglosheim)        | 3:51,2     |
| 2     | Günter Dohrow (SCC Berlin)            | 3:51,7     |
| 3     | Harald Mengler (TSV Eintracht Minden) | 3:51,9     |
| 4     | Alfred Brand (VfL Wolfsburg)          | 3:53,3     |
| 5     | Adolf Schwarte (LAV Menden)           | 3:54,3     |
| 6     | Hans Widl (TSV 1860 München)          | 3:54,4     |

Datum: 20. Juli

### 5000 m
| Platz | Athlet, Verein                         | Zeit (min) |
| ----- | -------------------------------------- | ---------- |
| 1     | Ludwig Müller (Weseler TV)             | 14:25,0    |
| 2     | Alfred Kleefeldt (TSV Wendlingen)      | 14:25,4    |
| 3     | Wilhelm Schmidt (Werder Bremen)        | 14:28,4    |
| 4     | Xaver Höger (TV Grönenbach)            | 14:34,4    |
| 5     | Gustav Disse (SC Dahlhausen)           | 14:44,4    |
| 6     | Herbert Roth (TSV Bayer 04 Leverkusen) | 14:51,2    |

Datum: 20. Juli

### 10.000 m
| Platz | Athlet, Verein                   | Zeit (min) |
| ----- | -------------------------------- | ---------- |
| 1     | Walter Konrad (TSV 1860 München) | 30:00,8    |
| 2     | Xaver Höger (TV Grönenbach)      | 30:01,6    |
| 3     | Ludwig Müller (Weseler TV)       | 30:10,0    |
| 4     | Herbert Schade (Solinger LC)     | 30:18,2    |
| 5     | Gustav Disse (SC Dahlhausen)     | 30:33,8    |
| 6     | Bodo Kleiner (TV Waldshut)       | 30:35,6    |

Datum: 18. Juli

### Marathon
| Platz | Athlet, Verein                              | Zeit (h)  |
| ----- | ------------------------------------------- | --------- |
| 1     | Jürgen Wedeking (TSR Olympia Wilhelmshaven) | 2:26:08,2 |
| 2     | Heinrich Arians (TSR Olympia Wilhelmshaven) | 2:35:02,8 |
| 3     | Wilhelm Gänßler (ASV Landau)                | 2:35:44,6 |
| 4     | Wilfried Irmen (Eintracht Duisburg)         | 2:36:18,2 |
| 5     | Hans Gerdes (TSR Olympia Wilhelmshaven)     | 2:36:59,8 |
| 6     | August Blumensaat (TUSEM Essen)             | 2:38:45,2 |

Datum: 5. Oktober
fand in Rottach-Egern statt

### Marathon, Mannschaftswertung
| Platz | Verein, Besetzung                                                         | Zeit (h)  |
| ----- | ------------------------------------------------------------------------- | --------- |
| 1     | TSR Olympia Wilhelmshaven (Jürgen Wedeking, Heinrich Arians, Hans Gerdes) | 7:38:10,8 |
| 2     | TUSEM Essen (August Blumensaat, Fritz Schöning, Manfred Günther)          | 8:01:17,8 |
| 3     | SCC Berlin (Hermann Brecht, Günter Thiele, Siegfried Dieckmann)           | 8:26:05,4 |
| 4     | TSV Bayer 04 Leverkusen (Klaus Köhler, Freund, Nettersheim)               | 8:36:14,4 |
| 5     | SV Moltkeplatz Essen (Wolfgang Pretz, Karl Uhlenbrock, Werner Reck)       | 8:52:04,6 |
| 6     | DJK Teutonia St. Tönis (Heinz Rüdiger, Heinz Tonn, Paul Bongartz)         | 9:04:58,2 |

Datum: 5. Oktober
fand in Rottach-Egern statt

### 110 m Hürden
| Platz | Athlet, Verein                         | Zeit (s) |
| ----- | -------------------------------------- | -------- |
| 1     | Martin Lauer (ASV Köln)                | 13,7     |
| 2     | Günter Brand (TV 1847 Wetzlar)         | 14,3     |
| 3     | Bert Steines (Rot-Weiß Koblenz)        | 14,4     |
| 4     | Karl-Ernst Schottes (Rot-Weiß Koblenz) | 14,4     |
| 5     | Herbert Stürmer (1. FC Nürnberg)       | 14,7     |
| 6     | Walter Pensberger (TSV 1860 München)   | 14,8     |

Datum: 19. Juli

### 200 m Hürden
| Platz | Athlet, Verein                         | Zeit (s) |
| ----- | -------------------------------------- | -------- |
| 1     | Martin Lauer (ASV Köln)                | 23,4     |
| 2     | Helmut Janz (VfL Gladbeck)             | 24,0     |
| 3     | Günther Wild (HTV 1846 Heidelberg)     | 24,0     |
| 4     | Rudi Felger (TSG Backnang)             | 24,5     |
| 5     | Erhard Urbeinz (TuS Alstertal Hamburg) | 25,2     |
| 6     | Heinz Kerkmann (FC Stadthagen)         | 25,4     |

Datum: 18. Juli

### 400 m Hürden
| Platz | Athlet, Verein                      | Zeit (s) |
| ----- | ----------------------------------- | -------- |
| 1     | Helmut Janz (VfL Gladbeck)          | 52,3     |
| 2     | Helmut Joho (USC Freiburg)          | 53,0     |
| 3     | Wolfgang Fischer (SpVgg. Feuerbach) | 53,1     |
| 4     | Heinz Hoß (SpVgg. Feuerbach)        | 55,6     |
| 5     | Willi Matthias (DTSG 1874 Hannover) | 56,2     |
| DNS   | Jürgen Jenss (VfL Wolfsburg)        |          |

Datum: 20. Juli
Jürgen Jenss konnte verletzungsbedingt nicht an den Start gehen.

### 3000 m Hindernis
| Platz | Athlet, Verein                        | Zeit (min) |
| ----- | ------------------------------------- | ---------- |
| 1     | Heinz Laufer (SpVgg. Feuerbach)       | 8:54,6     |
| 2     | Helmut Thumm (TSV Bernhausen)         | 9:00,2     |
| 3     | Hans Hüneke (VfL Wolfsburg)           | 9:00,4     |
| 4     | Jürgen Rüdiger (1. FC Kaiserslautern) | 9:05,0     |
| 5     | Peter Handel (VfL Wolfsburg)          | 9:16,8     |
| 6     | Karl Meisinger (VfB Friedberg)        | 9:26,0     |

Datum: 20. Juli

### 4 × 100 m Staffel
| Platz | Verein, Besetzung                                                                    | Zeit (s) |
| ----- | ------------------------------------------------------------------------------------ | -------- |
| 1     | ASV Köln (Peter Oertel, Martin Lauer, Klaus Förstel, Manfred Germar)                 | 40,7     |
| 2     | Karlsruher SC (Lothar Knörzer, Edmund Burg, Heinz Fütterer, Hans-Peter Meyer)        | 40,8     |
| 3     | TSV Bayer 04 Leverkusen (Karl-Heinz Naujoks, Adolf Kluck, Horst Poehler, Armin Hary) | 41,1     |
| 4     | SpVgg. Feuerbach (Rolf Grötzinger, Fritz Schübel, Martin Reichert, Günter Wager)     | 42,3     |
| 5     | Polizei SV Berlin (Wolfgang Strzelczyk, Loth, Hoffmann, Sänger)                      | 42,5     |
| DNS   | SCC Berlin                                                                           |          |

Datum: 20. Juli

### 4 × 400 m Staffel
| Platz | Verein, Besetzung                                                                    | Zeit (min) |
| ----- | ------------------------------------------------------------------------------------ | ---------- |
| 1     | OSV Hörde (Paul Schmidt, Albert Radusch, Udo Waldheim, Manfred Poerschke)            | 3:15,0     |
| 2     | SuS Bergedorf (Rainald Bohnhoff, Kühl, Norman Weiß, Claus Beissner)                  | 3:18,2     |
| 3     | Post-SV Hannover (Rolf Ude, Paul, Hans-Jörg Becker, Heinz Dymke)                     | 3:18,6     |
| 4     | 1. FC Nürnberg (Sturm, Jürgen von den Steinen, Ludwig Eschbach, Karl-Friedrich Haas) | 3:20,4     |
| 5     | TK Hannover (Wolfgang Schöll, Oergel, Schulz, Burkhard Quantz)                       | 3:20,9     |
| 6     | Düsseldorfer SC 99 (Frankenhauser, Busse, Dinkerkus, Stritzke)                       | 3:22,5     |

Datum: 20. Juli

### 3 × 1000 m Staffel
| Platz | Verein, Besetzung                                                        | Zeit (min) |
| ----- | ------------------------------------------------------------------------ | ---------- |
| 1     | VfL Wolfsburg (Hans Hüneke, Alfred Brand, Dieter Heydecke)               | 7:14,8     |
| 2     | Berliner SC (Peter Adam, Klaus Ostach, Olaf Lawrenz)                     | 7:16,2     |
| 3     | TSV Bayer 04 Leverkusen (Dieter Emmerich, Max Rentsch, Herbert Missalla) | 7:24,0     |
| 4     | Polizei SV Berlin (Hans-Joachim Kowalewsky, Jörg Balke, Klaus Lehmann)   | 7:26,6     |
| 5     | Hamburger SV (Wilhelm-Rüdiger Böhme, Hans-Jürgen Profé, Gerhard Flomm)   | 7:29,0     |
| 6     | TSV 1860 München (Nirsch, Moser, Hans Widl)                              | 7:34,2     |

Datum: 18. Juli

### 20-km-Gehen
| Platz | Athlet, Verein                           | Zeit (h)  |
| ----- | ---------------------------------------- | --------- |
| 1     | Horst Thomanske (Eintracht Braunschweig) | 1:37:09,6 |
| 2     | Horst Brüning (BTSV 1850 Berlin)         | 1:38:45,6 |
| 3     | Herbert Staubach (Meidericher SV)        | 1:42:20,0 |
| 4     | Erich Rodermund (Eintracht Braunschweig) | 1:43:36,8 |
| 5     | Viktor Siuda (Eintracht Braunschweig)    | 1:44:39,0 |
| 6     | Claus Bartels (Hamburger SV)             | 1:44:54,2 |

Datum: 31. August
fand in Ludwigsburg statt

### 20-km-Gehen, Mannschaftswertung
| Platz | Verein, Besetzung                                                             | Zeit (h)  |
| ----- | ----------------------------------------------------------------------------- | --------- |
| 1     | Eintracht Braunschweig I (Horst Thomanske, Erich Rodermund, Viktor Siuda)     | 5:05:25,4 |
| 2     | Meidericher SV (Herbert Staubach, Fritz Seiler, Herbert Link)                 | 5:22:03,2 |
| 3     | Hamburger SV (Claus Bartels, Horst Gerdau, Emil Griem)                        | 5:24:40,2 |
| 4     | Eintracht Braunschweig II (Wolf-Dieter Götz, Walter Stoltz, Gustav Peinemann) | 5:30:23,8 |
| 5     | Grün-Weiß Essen (Wolfgang Döring, Alfred Fattmann, Willi Schneidereit)        | 5:32:05,4 |
| 6     | KSV Hessen Kassel (Attila Holeczy, Gerd Lehmann, Szacz)                       | 5:37:34,0 |

Datum: 31. August
fand in Ludwigsburg statt

### 50-km-Gehen
| Platz | Athlet, Verein                           | Zeit (h)  |
| ----- | ---------------------------------------- | --------- |
| 1     | Horst Thomanske (Eintracht Braunschweig) | 4:43:52,2 |
| 2     | Anton Heinzer (SG Hausham 01)            | 5:07:24,0 |
| 3     | Walter Stoltz (Eintracht Braunschweig)   | 5:09:15,4 |
| 4     | Robert Kübler (TSV Allianz Stuttgart)    | 5:11:08,6 |
| 5     | Wolfgang Döring (Grün-Weiß Essen)        | 5:12:09,6 |
| 6     | Alfred Fattmann (Grün-Weiß Essen)        | 5:12:09,6 |

Datum: 5. Oktober
fand in Rottach-Egern statt

### 50-km-Gehen, Mannschaftswertung
| Platz | Verein, Besetzung                                                         | Zeit (h)   |
| ----- | ------------------------------------------------------------------------- | ---------- |
| 1     | Eintracht Braunschweig (Horst Thomanske, Walter Stoltz, Gustav Peinemann) | 15:07:17,8 |
| 2     | Grün-Weiß Essen (Wolfgang Döring, Alfred Fattmann, Willi Schneidereit)    | 15:37:24,2 |
| 3     | SV Friedrichsgabe (Harald Michelsen, K.-H. Prehn, Gerd Nickel)            | 16:17:05,0 |
| 4     | Hamburger SV (Claus Bartels, Emil Griem, Knickmeyer)                      | 16:26:45,2 |
| 5     | TSV Allianz Stuttgart (Robert Kübler, Armin Goldmann, Dieter Raisch)      | 16:54:28,6 |

Datum: 5. Oktober
fand in Rottach-Egern statt
nur 5 Mannschaften in der Wertung

### Hochsprung
| Platz | Athlet, Verein                              | Höhe (m) |
| ----- | ------------------------------------------- | -------- |
| 1     | Theo Püll (LG 1947 Viersen)                 | 2,02     |
| 2     | Peter Riebensahm (ATSV Bremerhaven)         | 1,99     |
| 3     | Werner Bähr (VfL Wolfsburg)                 | 1,93     |
| 4     | Werner Weber (MTG Mannheim)                 | 1,93     |
| 5     | Andreas von Hardenberg (1. SC Göttingen 05) | 1,90     |
| 5     | Dieter Krake (VfL Wolfsburg)                | 1,90     |

Datum: 20. Juli

### Stabhochsprung
| Platz | Athlet, Verein                                    | Höhe (m) |
| ----- | ------------------------------------------------- | -------- |
| 1     | Dieter Möhring (VfL Wolfsburg)                    | 4,30     |
| 2     | Klaus Lehnertz (Solinger LC)                      | 4,10     |
| 3     | Willi Reißmann (TV Fürth 1860)                    | 4,10     |
| 4     | Wolfgang Mayer (USC Heidelberg)                   | 4,00     |
| 5     | Horst Drumm (Rot-Weiß Koblenz)                    | 4,00     |
| 6     | Günter Schmidt (SV Schwarz-Weiß Westende Hamborn) | 3,90     |
| 6     | Adolf Bötefür (Rot-Weiß Oberhausen)               | 3,90     |

Datum: 19. Juli

### Weitsprung
| Platz | Athlet, Verein                        | Weite (m) |
| ----- | ------------------------------------- | --------- |
| 1     | Manfred Molzberger (Olympia Oberberg) | 7,72      |
| 2     | Peter Scharp (Olympia Neumünster)     | 7,64      |
| 3     | Ronald Krüger (Polizei SV Kiel)       | 7,55      |
| 4     | Manfred Steinbach (VfL Wolfsburg)     | 7,55      |
| 5     | Heinz Oberbeck (OSC Berlin)           | 7,31      |
| 6     | Hans Eiberle (TSG Reutlingen)         | 7,31      |

Datum: 20. Juli

### Dreisprung
| Platz | Athlet, Verein                               | Weite (m) |
| ----- | -------------------------------------------- | --------- |
| 1     | Hermann Strauß (TG Kitzingen)                | 15,29     |
| 2     | Jörg Wischmeier (Polizei-SV Mönchengladbach) | 14,98     |
| 3     | Robert Wiener (DJK Schweinfurt)              | 14,90     |
| 4     | Burkhard Lochow (TUSEM Essen)                | 14,68     |
| 5     | Norbert Weiser (Turnerschaft Kronach)        | 14,65     |
| 6     | Gerhard Renneberg (VfL Wolfsburg)            | 14,59     |

Datum: 18. Juli

### Kugelstoßen
| Platz | Athlet, Verein                          | Weite (m) |
| ----- | --------------------------------------- | --------- |
| 1     | Hermann Lingnau (Hannover 96)           | 17,12     |
| 2     | Dietrich Urbach (TSV 1860 München)      | 16,98     |
| 3     | Karl-Heinz Wegmann (Dortmunder SC 1895) | 16,85     |
| 4     | Helmut Diehl (TSV 1860 München)         | 16,13     |
| 5     | Josef Klik (TuS Fritzlar)               | 15,42     |
| 6     | Hans Sölch (Rot-Weiß Koblenz)           | 15,33     |

Datum: 20. Juli

### Diskuswurf
| Platz | Athlet, Verein                      | Weite (m) |
| ----- | ----------------------------------- | --------- |
| 1     | Otto Koppenhöfer (TG Heilbronn)     | 51,71     |
| 2     | Martin Bührle (USC Heidelberg)      | 49,18     |
| 3     | Dietrich Urbach (TSV 1860 München)  | 48,77     |
| 4     | Karl Oweger (TSV 1860 München)      | 48,43     |
| 5     | Rudolf Schwarz (1. SC Göttingen 05) | 48,32     |
| 6     | Dieter Möhring (VfL Wolfsburg)      | 48,14     |

Datum: 19. Juli

### Hammerwurf
| Platz | Athlet, Verein                            | Weite (m) |
| ----- | ----------------------------------------- | --------- |
| 1     | Hugo Ziermann (PSV Grünweiß Frankfurt)    | 57,47     |
| 2     | Karl Storch (Borussia Fulda)              | 57,11     |
| 3     | Alfons Wiegand (Spvgg. 03 Neu-Isenburg)   | 56,52     |
| 4     | Willi Glotzbach (Fuldaer Turnerschaft 48) | 55,42     |
| 5     | Hans Wulff (KSV Hessen Kassel)            | 54,74     |
| 6     | Siegfried Perleberg (SCC Berlin)          | 52,88     |

Datum: 18. Juli

### Speerwurf
| Platz | Athlet, Verein                        | Weite (m) |
| ----- | ------------------------------------- | --------- |
| 1     | Heinrich Will (Rendsburger TSV)       | 74,82     |
| 2     | Luitpold Maier (TSV 1860 München)     | 74,48     |
| 3     | Hermann Rieder (TSV 1860 München)     | 73,63     |
| 4     | Hans Schenk (TSV Bayer 04 Leverkusen) | 72,89     |
| 5     | Emil Sick (Stuttgarter Kickers)       | 67,52     |
| 6     | Hermann Salomon (TuS Rotenburg/Wümme) | 67,30     |

Datum: 20. Juli

### Fünfkampf,1952er Wertung
| Platz | Athlet, Verein                           | P – offiz. Wert. | P – 85er Wert. |
| ----- | ---------------------------------------- | ---------------- | -------------- |
| 1     | Manfred Heide (TSV Neustadt/Rbg.)        | 3313             | 3651           |
| 2     | Hermann Salomon (TuS Rotenburg/Wümme)    | 3249             | 3573           |
| 3     | Walter Oberste (OSV Hörde)               | 3283             | 3380           |
| 4     | Rudolf Grünewald (TV Lampertheim)        | 3065             | 3440           |
| 5     | Karl Dittmann (Barmer TV 1846 Wuppertal) | 2989             | 3397           |
| 6     | Ronald Krüger (Polizei SV Kiel)          | 2972             | 3326           |

Datum: 30. August
fand in Ludwigsburg statt
Disziplinen des Fünfkampfs: Weitsprung, Speerwurf, 200 m, Diskuswurf, 1500 m

### Fünfkampf– Mannschaftswertung
| Platz | Verein, Besetzung                                               | Leistung (Pkte) |
| ----- | --------------------------------------------------------------- | --------------- |
| 1     | TV Wetzlar 1847 (Rolf Reebs, Detlef Manche, Hans-Wilhelm Wolff) | 8795            |
| 2     | TG Würzburg (Heckmann, Umhau, Saalfrank)                        | 8129            |
| 3     | TV Lampertheim (Rudolf Grünewald, W. Grünewald, Schlatter)      | 7411            |
| 4     | SV Darmstadt 98 (Weitzel, Seidel, Wilzek)                       | 7238            |
| 5     | TuS Lintfort (Kaspers, Konik, Sievers)                          | 7141            |
| 6     | ESV Hamm (Greschik, Schäfer, Kaminski)                          | 7125            |

Datum: 30. August
fand in Ludwigsburg statt

### Zehnkampf,1952er Wertung
| Platz | Athlet, Verein                         | P – offiz. Wert. | P – 85er Wert. |
| ----- | -------------------------------------- | ---------------- | -------------- |
| 1     | Werner von Moltke (TSV Ellwangen)      | 6917             | 6975           |
| 2     | Dieter Möhring (VfL Wolfsburg)         | 6446             | 6650           |
| 3     | Erwin Meister (TSV 1860 München)       | 6309             | 6505           |
| 4     | Klaus Nüske (ASV Berlin)               | 6223             | 6492           |
| 5     | Karl-Ernst Schottes (Rot-Weiß Koblenz) | 5821             | 6108           |
| 6     | Dieter Moll (MTV Karlsruhe)            | 5641             | 6080           |

Datum: 30./31. August
fand in Ludwigsburg statt

### Zehnkampf,1952er Wertung– Mannschaftswertung
| Platz | Verein, Besetzung                                                        | Leistung (Pkte) |
| ----- | ------------------------------------------------------------------------ | --------------- |
| 1     | ASV Berlin (Klaus Nüske, Gerhard Wöhlermann, Karl-Heinz Drygalsky)       | 17.050          |
| 2     | Rot-Weiß Koblenz (Karl-Ernst Schottes, Bert Steines, Gerhard Quitsch)    | 16.185          |
| 3     | SV Darmstadt 98 (Lutz Reinhardt, Gerhard Voigt, Wolf Reinhardt)          | 15.791          |
| 4     | TSV 1860 München (Erwin Meister, Reinhold, Kindermann)                   | 15.733          |
| 5     | Hamburger SV (Horst Stelzner, Jürgen Hillermann, Klaus-Dieter Emmenthal) | 14.657          |
| 6     | Preussen Krefeld (Hans Mondroch, Helmut Dahmen, Schrader)                | 14.137          |

Datum: 30./31. August
fand in Ludwigsburg statt

### Waldlauf–7260m
| Platz | Athlet, Verein                    | Zeit (min) |
| ----- | --------------------------------- | ---------- |
| 1     | Walter Konrad (TSV 1860 München)  | 21:58,0    |
| 2     | Ludwig Müller (Weseler TV)        | 22:03,0    |
| 3     | Xaver Höger (TV Grönenbach)       | 22:05,2    |
| 4     | Hans Widl (TSV 1860 München)      | 22:45,4    |
| 5     | Karl-Heinz Paetow (Hamburger SV)  | 22:48,6    |
| 6     | Alfred Kleefeldt (TSV Wendlingen) | 22:55,0    |

Datum: 20. April
fand in Ingolstadt statt

### WaldlaufMittelstrecke –7260m, Mannschaftswertung
| Platz | Verein, Besetzung                                                  | (Pkte)               |
| ----- | ------------------------------------------------------------------ | -------------------- |
| 1     | TSV 1860 München I (Walter Konrad, Hans Widl, Udo Boening)         | 11 (Plätze 01/4/11)  |
| 2     | SCC Berlin (Lerch, Günter Dohrow, Gideon Papke)                    | 22 (Plätze 09/10/13) |
| 3     | VfB Stuttgart (Stefan Lüpfert, Rudolf Schäffler, Egon Schönauer)   | 39 (Plätze 14/17/20) |
| 4     | Hamburger SV (Karl-Heinz Paetow, Fritz Stutzer, Gerhard Paschen)   | 47 (Plätze 5/24/31)  |
| 5     | SC Dahlhausen (Gustav Disse, Reinhold Hundt, Heinz Korte)          | 50 (Plätze 07/28/29) |
| 6     | TSV 1860 München II (Walter Müller, Hermann Eberlein, Karl Hirsch) | 52 (Plätze 18/22/26) |

Datum: 20. April
fand in Ingolstadt statt

## Meisterschaftsresultate Frauen

### 100 m
| Platz | Athletin, Verein                         | Zeit (s) |
| ----- | ---------------------------------------- | -------- |
| 1     | Inge Fuhrmann (SCC Berlin)               | 11,6     |
| 2     | Maren Collin (Wuppertaler SV)            | 11,9     |
| 3     | Christiane Voß (VfB Friedrichshafen)     | 12,0     |
| 4     | Brunhilde Hendrix (1. FC Nürnberg)       | 12,0     |
| 5     | Hilke Thymm (Hamburger SV)               | 12,3     |
| 6     | Renate Vetter, geb. Nitschke (OSV Hörde) | 12,4     |

Datum: 19. Juli

### 200 m
| Platz | Athletin, Verein                      | Zeit (s) |
| ----- | ------------------------------------- | -------- |
| 1     | Inge Fuhrmann (SCC Berlin)            | 24,2     |
| 2     | Christiane Voß (VfB Friedrichshafen)  | 25,0     |
| 3     | Maren Collin (Wuppertaler SV)         | 25,1     |
| 4     | Käthe Weigel (Viktoria Aschaffenburg) | 25,2     |
| 5     | Renate Marsch (Hannover 96)           | 25,4     |
| 6     | Ulrike Lehr (Stuttgarter Kickers)     | 25,5     |

Datum: 20. Juli

### 400 m
| Platz | Athletin, Verein                      | Zeit (s) |
| ----- | ------------------------------------- | -------- |
| 1     | Antje Braasch (TuS Alstertal Hamburg) | 57,1     |
| 2     | Käthe Weigel (Viktoria Aschaffenburg) | 57,5     |
| 3     | Ulrike Lehr (Stuttgarter Kickers)     | 58,3     |
| 4     | Rosemarie Nitsch (Post-SG Mannheim)   | 58,6     |
| 5     | Karin Gloger (TUSEM Essen)            | 59,0     |
| 6     | Christel Schneider (OSV Hörde)        | 60,7     |

Datum: 19. Juli

### 800 m
| Platz | Athletin, Verein                 | Zeit (min) |
| ----- | -------------------------------- | ---------- |
| 1     | Ariane Döser (SSV Reutlingen 05) | 2:12,6     |
| 2     | Margarete Buscher (LC Nordhorn)  | 2:14,2     |
| 3     | Edith Schiller (ASV Köln)        | 2:15,7     |
| 4     | Doris Goldhausen (OSV Hörde)     | 2:16,8     |
| 5     | Veronika Mitgude (TuS Empelde)   | 2:16,9     |
| 6     | Brigitte Stötzel (ASV Köln)      | 2:17,6     |

Datum: 20. Juli

### 80 m Hürden
| Platz | Athletin, Verein                          | Zeit (s) |
| ----- | ----------------------------------------- | -------- |
| 1     | Zenta Kopp, geb. Gastl (TSV 1860 München) | 10,8     |
| 2     | Gertrud Hantschk (TS Jahn München)        | 11,1     |
| 3     | Anneliese Seonbuchner (1. FC Nürnberg)    | 11,1     |
| 4     | Anneliese Karl (Post-SV München)          | 11,2     |
| 5     | Christel Meister (SV Saar 05 Saarbrücken) | 11,3     |
| 6     | Inge Schell (TSV 1860 München)            | 11,4     |

Datum: 20. Juli

### 4 × 100 m Staffel
| Platz | Verein, Besetzung                                                                                | Zeit (s) |
| ----- | ------------------------------------------------------------------------------------------------ | -------- |
| 1     | Hannover 96 (Renate Bicker, Renate Marsch, Erika Fisch, Stefanie Pachnicke)                      | 48,1     |
| 2     | OSC Berlin (Erika Rybakowski, Marianne Müller, Ingrid Gottzmann, Isolde Beichler)                | 48,4     |
| 3     | TSV 1860 München (Inge Schell, Heidi Maasberg, Erika Freilinger, Zenta Kopp – geb. Gastl)        | 48,8     |
| 4     | Hamburger SV (Bärbel Dunker, Hilke Thymm, Margarete Kienzle, Schnoor)                            | 48,8     |
| 5     | Stuttgarter Kickers (Ulrike Lehr, Edda Lehr, Karola Ebenritter, Margot Körner)                   | 49,2     |
| 6     | OSV Hörde (Doris Tillmann, Christel Schneider, Renate Vetter – geb. Nitschke, Luise Taczanowiak) | 49,2     |

Datum: 20. Juli

### Hochsprung
| Platz | Athletin, Verein                     | Höhe (m) |
| ----- | ------------------------------------ | -------- |
| 1     | Inge Kilian (Eintracht Braunschweig) | 1,67     |
| 2     | Ilia Hans (SpVgg Bissingen)          | 1,61     |
| 3     | Heidi Maasberg (TSV 1860 München)    | 1,61     |
| 4     | Ursula Engelke (Düsseldorfer SC 99)  | 1,58     |
| 5     | Wilhelmine Schubert (1. FC Nürnberg) | 1,55     |
| 6     | Meta Jünemann (Werder Bremen)        | 1,55     |

Datum: 19. Juli

### Weitsprung
| Platz | Athletin, Verein                          | Weite (m) |
| ----- | ----------------------------------------- | --------- |
| 1     | Erika Fisch (Hannover 96)                 | 6,15      |
| 2     | Helga Hoffmann (ATSV Saarbrücken)         | 5,97      |
| 3     | Liesel Jakobi (ATSV Saarbrücken)          | 5,96      |
| 4     | Anneliese Seonbuchner (1. FC Nürnberg)    | 5,87      |
| 5     | Erika Freilinger (TSV 1860 München)       | 5,77      |
| 6     | Ilsabe Heider (SV St. Georg 1895 Hamburg) | 5,76      |

Datum: 19. Juli

### Kugelstoßen
| Platz | Athletin, Verein                                    | Weite (m) |
| ----- | --------------------------------------------------- | --------- |
| 1     | Marianne Werner, geb. Schulze-Entrup (SC Greven 09) | 14,95     |
| 2     | Mathilde Hartl (TV Mallersdorf)                     | 14,32     |
| 3     | Hannelore Klute (TG Homburg)                        | 13,86     |
| 4     | Edelgard Anhoff (SCC Berlin)                        | 13,86     |
| 5     | Ilse Bechthold, geb. Peters (Eintracht Frankfurt)   | 13,31     |
| 6     | Margarete Lafrenz (Gut Heil Lübeck 1876)            | 13,09     |

Datum: 20. Juli

### Diskuswurf
| Platz | Athletin, Verein                                  | Weite (m) |
| ----- | ------------------------------------------------- | --------- |
| 1     | Kriemhild Hausmann (Preussen Krefeld)             | 51,62     |
| 2     | Gudrun Kapolke (Hamburger SV)                     | 46,09     |
| 3     | Anne-Chatrine Lafrenz (SC Greven 09)              | 45,87     |
| 4     | Karen Sonneck, geb. Uthke (VfL Osnabrück)         | 43,47     |
| 5     | Hanna Bienert (Post-SV Hannover)                  | 43,05     |
| 6     | Ilse Bechthold, geb. Peters (Eintracht Frankfurt) | 42,91     |

Datum: 18. Juli

### Speerwurf
| Platz | Athletin, Verein                               | Weite (m) |
| ----- | ---------------------------------------------- | --------- |
| 1     | Jutta Neumann (OSC Berlin)                     | 52,35     |
| 2     | Almut Brömmel (TSV 1860 München)               | 52,27     |
| 3     | Liselotte Kipp (Soester TV)                    | 48,61     |
| 4     | Helga Zimnick (Düsseldorfer SC 99)             | 43,91     |
| 5     | Anneliese Gerhards, geb. Jansen (TV Lobberich) | 43,56     |
| 6     | Margot Kowalewski (SCC Berlin)                 | 41,45     |

Datum: 19. Juli

### Fünfkampf,1955er Wertung
| Platz | Athletin, Verein                          | Leistung (Pkte) |
| ----- | ----------------------------------------- | --------------- |
| 1     | Edeltraud Eiberle (TG Trossingen)         | 4648            |
| 2     | Anneliese Seonbuchner (1. FC Nürnberg)    | 4480            |
| 3     | Gertrud Hantschk (TS Jahn München)        | 4437            |
| 4     | Kriemhild Hausmann (Preussen Krefeld)     | 4361            |
| 5     | Ilsabe Heider (SV St. Georg 1895 Hamburg) | 4281            |
| 6     | Karin Richert (SV Phönix Ludwigshafen)    | 4189            |

Datum: 30./31. August
fand in Ludwigsburg statt

### Fünfkampf,1955er Wertung– Mannschaftswertung
| Platz | Verein, Besetzung                                                      | Leistung (Pkte) |
| ----- | ---------------------------------------------------------------------- | --------------- |
| 1     | 1. FC Nürnberg (Anneliese Seonbuchner, Liselotte Sturm, Helga Undheim) | 12.442          |
| 2     | TS Jahn München (Gertrud Hantschk, H. Koch, Babel)                     | 11.826          |
| 3     | Preussen Krefeld (Kriemhild Hausmann, Kellers, Ponzelar)               | 11.491          |
| 4     | Wuppertaler SV (Maria Jeibmann, geb. Arenz, Loer, Marlene Kirchberg)   | 11.473          |
| 5     | Hamburger SV (Hilke Thymm, Leonore Tauer, Kienzle)                     | 11.461          |
| 6     | Aachener TG (Kasten, Keller, Laut)                                     | 10.077          |

Datum: 30./31. August
fand in Ludwigsburg statt

### Waldlauf–1000m
| Platz | Athletin, Verein                      | Zeit (min) |
| ----- | ------------------------------------- | ---------- |
| 1     | Margarete Buscher (LC Nordhorn)       | 2:52,2     |
| 2     | Edith Schiller (ASV Köln)             | 2:52,2     |
| 3     | Antje Braasch (TuS Alstertal Hamburg) | 2:53,1     |
| 4     | Brigitte Stötzel (ASV Köln)           | 2:53,1     |
| 5     | Ariane Döser (SSV Reutlingen)         | 2:54,2     |
| 6     | Nanny Schlüter (VfL Pinneberg)        | 2:57,1     |

Datum: 20. April
fand in Ingolstadt statt

### Waldlauf–1000km, Mannschaftswertung
| Platz | Verein, Besetzung                                               | (Pkte)               |
| ----- | --------------------------------------------------------------- | -------------------- |
| 1     | ASV Köln (Edith Schiller, Brigitte Stötzel, Berti Begasse)      | 08 (Plätze 02/4/11)  |
| 2     | OSC Berlin (Mann, Wolf, Tietz)                                  | 18 (Plätze 10/17/22) |
| 3     | Post-SG Mannheim (Rosemarie Nitsch, Hannelore Dörr, Sell)       | 33 (Plätze 07/26/ ?) |
| 4     | Coburger Turnerschaft (Bauersachs, Tretow, Ebermann)            | 36 (Plätze 23/28/29) |
| 5     | Viktoria Aschaffenburg (Käthe Weigel, Aschenbrenner, Ehrlicher) | 39 (Plätze 21/30/ ?) |
| 6     | SV Sülfeld (Gerken, A. Haase, B. Haase)                         | 46 (Plätze 27/ ?/ ?) |

Datum: 20. April
fand in Ingolstadt statt

## Video
- Video UFA Wochenschau 1958 mit Ausschnitten der Deutschen Leichtathletik-Meisterschaften 1958 in Hannover, Bereich: 7:33 min bis 10:28 min aus dem Filmothek-Bundesarchiv, abgerufen am 20. April 2021